# Osmanabad
Dharashiv es una ciudad y  municipio situada en el distrito de Osmanabad en el estado de Maharashtra (India). Su población es de 111825 habitantes (2011). Es el centro administrativo del distrito.

## Demografía
Según el censo de 2011 la población de Osmanabad era de 11825 habitantes, de los cuales 57824 eran hombres y 54001 eran mujeres. Osmanabad tiene una tasa media de alfabetización del 88,62%, inferior a la media estatal del 82,34%: la alfabetización masculina es del 92,93%, y la alfabetización femenina del 84,04%.

## Clima
| Parámetros climáticos promedio de Osmanabad (1981–2010, extremes 1976–2012) | Parámetros climáticos promedio de Osmanabad (1981–2010, extremes 1976–2012) | Parámetros climáticos promedio de Osmanabad (1981–2010, extremes 1976–2012) | Parámetros climáticos promedio de Osmanabad (1981–2010, extremes 1976–2012) | Parámetros climáticos promedio de Osmanabad (1981–2010, extremes 1976–2012) | Parámetros climáticos promedio de Osmanabad (1981–2010, extremes 1976–2012) | Parámetros climáticos promedio de Osmanabad (1981–2010, extremes 1976–2012) | Parámetros climáticos promedio de Osmanabad (1981–2010, extremes 1976–2012) | Parámetros climáticos promedio de Osmanabad (1981–2010, extremes 1976–2012) | Parámetros climáticos promedio de Osmanabad (1981–2010, extremes 1976–2012) | Parámetros climáticos promedio de Osmanabad (1981–2010, extremes 1976–2012) | Parámetros climáticos promedio de Osmanabad (1981–2010, extremes 1976–2012) | Parámetros climáticos promedio de Osmanabad (1981–2010, extremes 1976–2012) | Parámetros climáticos promedio de Osmanabad (1981–2010, extremes 1976–2012) |
| Mes                                                                         | Ene.                                                                        | Feb.                                                                        | Mar.                                                                        | Abr.                                                                        | May.                                                                        | Jun.                                                                        | Jul.                                                                        | Ago.                                                                        | Sep.                                                                        | Oct.                                                                        | Nov.                                                                        | Dic.                                                                        | Anual                                                                       |
| --------------------------------------------------------------------------- | --------------------------------------------------------------------------- | --------------------------------------------------------------------------- | --------------------------------------------------------------------------- | --------------------------------------------------------------------------- | --------------------------------------------------------------------------- | --------------------------------------------------------------------------- | --------------------------------------------------------------------------- | --------------------------------------------------------------------------- | --------------------------------------------------------------------------- | --------------------------------------------------------------------------- | --------------------------------------------------------------------------- | --------------------------------------------------------------------------- | --------------------------------------------------------------------------- |
| Temp. máx. abs. (°C)                                                        | 35.2                                                                        | 38.6                                                                        | 43.7                                                                        | 43.0                                                                        | 45.1                                                                        | 43.7                                                                        | 35.6                                                                        | 34.2                                                                        | 34.6                                                                        | 39.4                                                                        | 35.6                                                                        | 35.4                                                                        | 45.1                                                                        |
| Temp. máx. media (°C)                                                       | 30.0                                                                        | 32.6                                                                        | 36.3                                                                        | 38.6                                                                        | 39.3                                                                        | 33.4                                                                        | 29.8                                                                        | 28.9                                                                        | 30.2                                                                        | 31.0                                                                        | 30.4                                                                        | 29.9                                                                        | 32.5                                                                        |
| Temp. mín. media (°C)                                                       | 14.7                                                                        | 16.5                                                                        | 20.2                                                                        | 22.8                                                                        | 23.6                                                                        | 21.7                                                                        | 20.5                                                                        | 19.9                                                                        | 20.0                                                                        | 18.8                                                                        | 15.7                                                                        | 13.5                                                                        | 19.0                                                                        |
| Temp. mín. abs. (°C)                                                        | 9.2                                                                         | 10.2                                                                        | 13.0                                                                        | 16.2                                                                        | 16.4                                                                        | 14.7                                                                        | 18.4                                                                        | 13.0                                                                        | 14.6                                                                        | 13.6                                                                        | 9.0                                                                         | 8.1                                                                         | 8.1                                                                         |
| Lluvias (mm)                                                                | 11.5                                                                        | 2.6                                                                         | 15.2                                                                        | 16.0                                                                        | 32.1                                                                        | 125.9                                                                       | 155.0                                                                       | 159.9                                                                       | 181.8                                                                       | 108.7                                                                       | 15.6                                                                        | 4.8                                                                         | 829.2                                                                       |
| Días de lluvias (≥ 1 mm)                                                    | 0.7                                                                         | 0.1                                                                         | 0.6                                                                         | 1.6                                                                         | 2.5                                                                         | 7.9                                                                         | 10.6                                                                        | 10.3                                                                        | 9.8                                                                         | 6.0                                                                         | 1.4                                                                         | 0.3                                                                         | 51.9                                                                        |
| Humedad relativa (%)                                                        | 44                                                                          | 38                                                                          | 38                                                                          | 36                                                                          | 37                                                                          | 65                                                                          | 75                                                                          | 78                                                                          | 74                                                                          | 62                                                                          | 53                                                                          | 47                                                                          | 54                                                                          |
| Fuente: India Meteorological Department                                     |                                                                             |                                                                             |                                                                             |                                                                             |                                                                             |                                                                             |                                                                             |                                                                             |                                                                             |                                                                             |                                                                             |                                                                             |                                                                             |